# 金沢村 (新潟県)
金沢村（かなざわむら）は、かつて新潟県佐渡郡にあった村。

## 地理
- 島嶼:佐渡島

## 沿革
- 1889年（明治22年）4月1日 - 町村制施行に伴い雑太郡中興村、千種村、新保村、貝塚村が合併し、金沢村が発足。
- 1896年（明治29年）4月1日 - 郡の統合により佐渡郡に所属[1]。
- 1901年（明治34年）11月1日 - 佐渡郡平泉村と合併し、金沢村を新設。
- 1954年（昭和29年）11月3日 - 佐渡郡吉井村の大字吉井・吉井本郷・大和・安養寺・三瀬川・水渡田と合併し、金井村となり消滅。